# Carta de uma Desconhecida
Letter from an Unknown Woman (bra/prt: Carta de uma Desconhecida) é um filme estadunidense de 1948, dos gêneros drama e romance, dirigido por Max Ophüls para a Universal International. O roteiro é baseado no romance Brief einer unbekannten, de Stefan Zweig.

## Elenco
- Joan Fontaine...Lisa Berndle
- Louis Jourdan...Stefan Brand
- Mady Christians...Frau Berndle
- Marcel Journet...Johann Stauffer
- Art Smith...John, o mordomo mudo
- Howard Freeman...sr. Kastner
- Carol Yorke...Marie
- John Good...Tenente Leopold von Kaltnegger
- Leo B. Pessin...Stefan, Jr
- Erskine Sanford...Porteiro
- Otto Waldis...Concierge
- Sonya Waldis...sra. Spitzer

## Sinopse
Em Viena por volta de 1900, o músico em decadência Stefan Brand recebe a carta com a história de uma mulher desconhecida. O nome dela é revelado como sendo Lisa, que fora sua vizinha quando adolescente e que ficara fascinada por ele desde que mudara para lá, anos atrás. Stefan não sabia disso e os sonhos da moça sofreram um abalo quando ela tivera que se mudar para Linz devido a sua mãe ter se casado novamente. Anos depois, Lisa recusara um pedido de noivado e voltou sozinha para Viena, trabalhando de manequim e sempre acompanhando a carreira de Stefan. Até que ela o conhece pessoalmente e os dois tem um rápido e intenso romance. Mas logo o músico viaja e se esquece dela mas Lisa continua com sua obsessão por ele e os dois voltarão a se ver para um triste desenlace.

## Recepção
Letter from an Unknown Woman é aclamado pelos críticos de cinema da atualidade. Tim Dirks de Filmsite o listou entre os 100 maiores filmes norte-americanos de todos os tempos, e obteve 100% de aprovação após resenha de 21 críticos avaliados pelo Rotten Tomatoes.
Em 1992, Letter from an Unknown Woman foi selecionado para preservação pelo National Film Registry da  Biblioteca do Congresso dos Estados Unidos, por sua importância "cultural, histórica ou estética".